# Russell Rook
Russell David Rook, baron Rook, est un prêtre anglican britannique et pair à vie.

## Carrière
Rook est un partenaire du Good Faith Partnership et est impliqué dans diverses organisations caritatives. Il est ordonné prêtre dans l'Église d'Angleterre et nommé Officier de l'Ordre de l'Empire britannique en 2022.
En décembre 2024, Rook estnommé pour une pairie à vie par le Premier ministre Keir Starmer pour le Parti travailliste dans le cadre des pairies politiques de 2024, et est créé baron Rook, de Wimbledon dans l'arrondissement londonien de Merton le 20 janvier 2025.
Rook est marié à Charlotte, une violoncelliste professionnelle. Ils ont deux fils.